# Noworschew
Noworschew (russisch Новоржев) ist eine Kleinstadt in der Oblast Pskow (Russland) mit 3695 Einwohnern (Stand 14. Oktober 2010).

## Geografie
Die Stadt liegt am Nordrand der Höhen von Beschanizy etwa 140 Kilometer südöstlich der Oblasthauptstadt Pskow an den Seen Roszo und Arscho im Einzugsbereich des Peipussees.
Noworschew ist Verwaltungszentrum des gleichnamigen Rajons.
Die nächstgelegene Bahnstation ist das 40 Kilometer entfernte Suschtschowo an der Strecke Sankt Petersburg–Dno–Nowosokolniki–Wizebsk. Knapp 50 Kilometer westlich von Noworschew führt die Fernstraße M20 von Sankt Petersburg nach Newel und weiter über Belarus in die Ukraine (Kiew, Odessa) vorbei.

## Geschichte

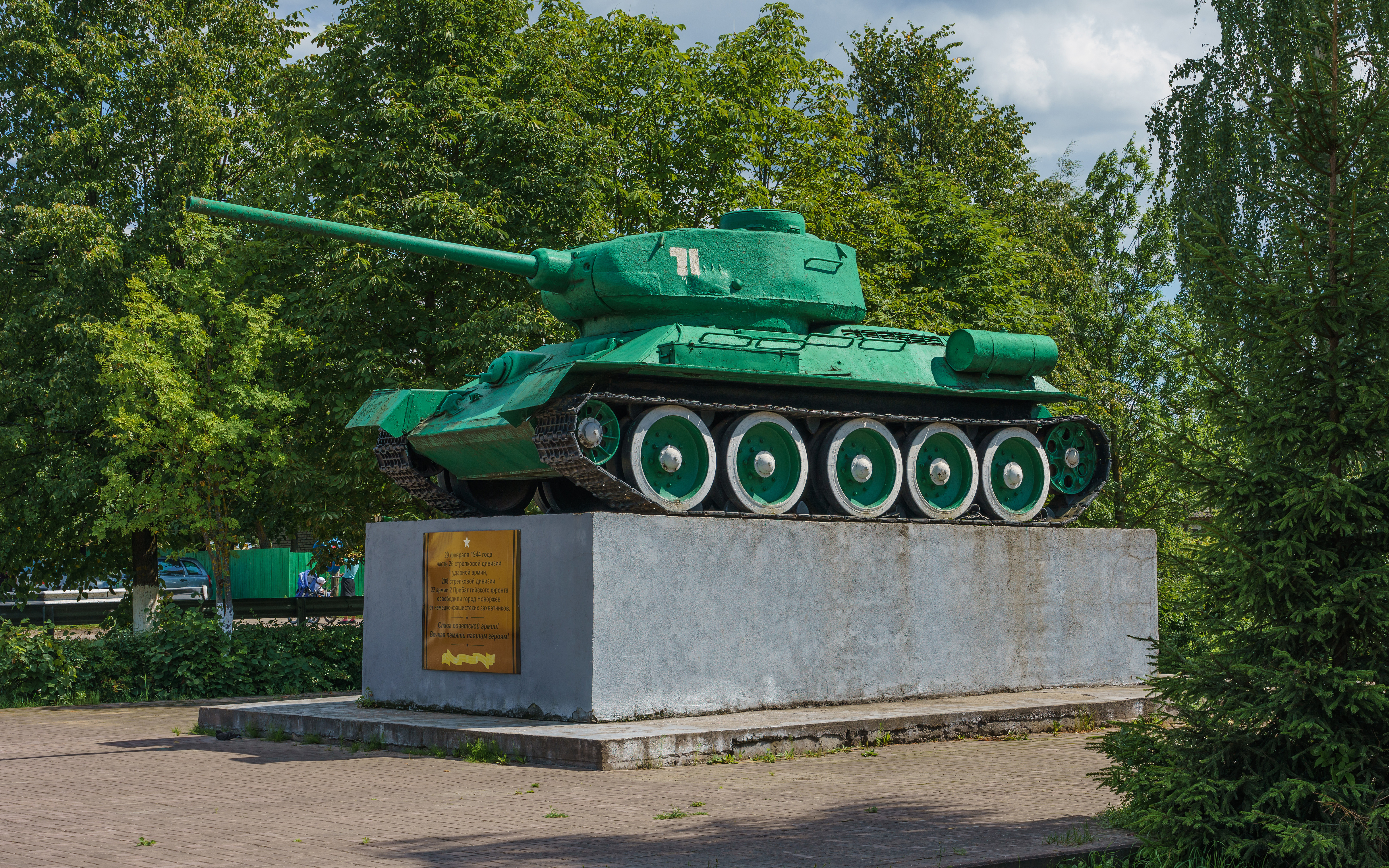
Kriegsdenkmal in Noworschew

1396 wurde von der Republik Nowgorod eine Festung Rschewa an der Grenze zum Großfürstentum Litauen errichtet.
Diese wurde während der kriegerischen Auseinandersetzungen wiederholt zerstört und verlassen, weshalb sie bald Rschewa Pustaja genannt wurde (russisch pusto für leer, verlassen).
Nach einer erneuten Zerstörung 1536 wurde die Verwaltung des umliegenden Gebietes in die Festung Sawolotschje verlegt.
Bei der Gründung der Statthalterschaft Pskow 1777 wurde entschieden, als Verwaltungszentrum des Kreises (Ujesds) eine neue Stadt am Fluss Sorot zu errichten und diese Noworschew (d. h. Neu-Rschew) zu nennen. Letztendlich wurde die neue Stadt nicht an der Sorot, sondern am See Arscho, an Stelle des gleichnamigen Dorfes errichtet, jedoch unter der vorgesehenen Bezeichnung Noworschew.
Im Zweiten Weltkrieg wurde Noworschew am 17. Juli 1941 von der deutschen Wehrmacht besetzt und am 29. Februar 1944 von Truppen der 2. Baltischen Front der Roten Armee im Rahmen der Staraja-Russa-Noworschewer Operation zurückerobert.

### Bevölkerungsentwicklung
| Jahr | Einwohner |
| ---- | --------- |
| 1897 | 2838      |
| 1926 | 3051      |
| 1939 | 3617      |
| 1959 | 2813      |
| 1970 | 3992      |
| 1979 | 5032      |
| 1989 | 5050      |
| 2002 | 4125      |
| 2010 | 3695      |

Anmerkung: Volkszählungsdaten

## Kultur und Sehenswürdigkeiten
Die Stadt besitzt ein Historisches und Heimatmuseum.
Im Dorf Possadnikowo steht die Kirche der Gottesmutter von Kasan (kurz Kasaner Kirche; russisch Казанская церковь/Kasanskaja zerkow) von 1739, im Dorf Wechno die Mariä-Schutz-und-Fürbitte-Kirche (Покровская церковь/Pokrowskaja zerkow) aus dem 18. bis 19. Jahrhundert.
Beim Dorf Aprossjewo befindet sich eine Gruppe von 60 Hügelgräbern aus der zweiten Hälfte des 1. Jahrtausends v. Chr., beim Dorf Wybor wurden Siedlungsreste aus der ersten Hälfte des 2. Jahrtausends v. Chr. entdeckt.

## Wirtschaft
In Noworschew gibt es Betriebe der Textil-, der holzverarbeitenden und der Lebensmittelindustrie.

## Söhne und Töchter der Stadt
- Alexander Sachodski (1917–1941), Soldat
- Orest Skarlato (1920–1994), Zoologe[2]